# ケレム・アクトゥルコール
ケレム・アクトゥルコール（Kerem Aktürkoğlu 、1998年10月21日 - ）は、トルコ・イズミット出身のプロサッカー選手。SLベンフィカ所属。トルコ代表。ポジションはFW、MF。

## 経歴

### クラブ
イスタンブール・バシャクシェヒルFKの下部組織出身。2016-17シーズンにTFF3.リグ（4部相当）所属のBBボドルムスポルに期限付き移籍し、そこでデビューを果たした。
2017-18シーズン終了後にバシャクシェヒルを退団。以降、TFF3.リグのクラブでプレーを続けた。
24エルズィンジャンスポルに所属していた2019-20シーズンはTFF3.リグで17ゴールの成績を収めると、昇格プレーオフでも1戦目でハットトリックを達成し、クラブのTFF.2リグ昇格に貢献した。
2020年9月、前シーズンの活躍が評価され、スュペル・リグのガラタサライSKに移籍。11月23日のカイセリスポル戦で念願のプロデビューを果たした。
2024年9月2日、SLベンフィカに移籍した。

### 代表
2021年5月27日、親善試合のアゼルバイジャン戦でトルコ代表デビュー。